# 이지젯 스위스
이지젯 스위스(영어: EasyJet Switzerland)는 스위스의 저비용 항공사로 총 41개 노선을 취항하고 있다. 본사는 스위스 메이린 위치해 있으며 1988년에 TEA 바젤로(영어: TEA Basel) 설립 했으나 1999년에 영국의 저비용 항공사인 이지젯의 인수로 현재의 사명으로 변경했다. 또한 사용하고 있는 허브 공항으로 제네바 국제공항, 바젤 뮐루즈 프라이부르크 공항이 있다.

## 역사
항공사는 1988년 5월 18일 TEA 바젤(영어: TEA Basel)로 설립 했으며 1989년 3월 23일에 최초로 취항을 시작해 다양한 유럽 지역에서 전세 항공편을 제공했다. 1998년 3월 이지젯은 1999년 4월 1일 프랜차이즈 서비스를 시작해 항공사의 40% 지분을 인수했다. 2007년 항공사의 지분은 개인 투자자와 영국의 저비용 항공사인 이지젯이 소유하고 있으며 430명의 직원을 거두는 회사로 성장하게 되었다.

## 보유 기종
- 2019년 10월 기준으로 이지젯 스위스는 다음과 같은 기종을 보유하고 있다.[2]